# Radu Negru (okręg Călărași)
Radu Negru – wieś w Rumunii, w okręgu Călărași, w gminie Modelu. W 2011 roku liczyła 87 mieszkańców.